# Безжалостный 2 (фильм)
Безжалостный 2 (англ. Dead On: Relentless II) — американский триллер 1991 года режиссёра Майкла Шредера.

## Сюжет
Детектив Сэм Дитц, в паре с агентом ФБР Кайлом Велсоном, ищут серийного убийцу, который убивает казалось бы, наугад. Но каждый раз, когда Дитц приближается к разгадке, Велсон мешает ему и тормозит расследование. Подозревая неладное, Дитц идёт в обход закона, чтобы узнать личность убийцы и выясняет, что Велсон скрывает свою связь с ним. «Маньяк» на самом деле пытается отомстить за смерть своей семьи. Он выслеживает виновных, затем убивает их одного за другим.